# Youth Cup kobiet w kombinacji norweskiej 2018/2019
Sezon 2018/2019 Youth Cup kobiet w kombinacji norweskiej. Rywalizacja rozpoczęła się 24 sierpnia 2018 r. w niemieckim Oberstdorfie, a zakończy 27 stycznia 2019 r. w norweskim Trondheim. 
W grupie Youth I w sezonie 2018/2019 mogą startować zawodniczki urodzone w latach 2004-2006, natomiast w grupie Youth II zawodniczki urodzone w latach 2001-2003.

## Kalendarz i wyniki Youth I
| Lp. | Data             | Miejscowość | Konkurencja            | 1. miejsce   | 2. miejsce      | 3. miejsce       |
| --- | ---------------- | ----------- | ---------------------- | ------------ | --------------- | ---------------- |
| 1.  | 24 sierpnia 2018 | Oberstdorf  | Gundersen HS60/4 km    | Cindy Haasch | Nika Prevc      | Jolina Moczarski |
| 2.  | 25 sierpnia 2018 | Oberstdorf  | Sprint HS60/2 km       | Cindy Haasch | Trine Göpfert   | Nika Prevc       |
| 3.  | 26 stycznia 2019 | Trondheim   | Gundersen HS68/3 km    | Cindy Haasch | Mathilde Oustad | Trine Göpfert    |
| 4.  | 27 stycznia 2019 | Trondheim   | Start masowy HS68/3 km | Cindy Haasch | Mathilde Oustad | Trine Göpfert    |

## Kalendarz i wyniki Youth II
| Lp. | Data             | Miejscowość | Konkurencja            | 1. miejsce           | 2. miejsce           | 3. miejsce      |
| --- | ---------------- | ----------- | ---------------------- | -------------------- | -------------------- | --------------- |
| 1.  | 24 sierpnia 2018 | Oberstdorf  | Gundersen HS60/4 km    | Anna Jäkle           | Ema Volavšek         | Emily Schneider |
| 2.  | 25 sierpnia 2018 | Oberstdorf  | Sprint HS60/2 km       | Ema Volavšek         | Annika Sieff         | Emilia Görlich  |
| 3.  | 26 stycznia 2019 | Trondheim   | Gundersen HS68/3 km    | Emily Schneider      | Thea Minyan Bjørseth | Oda Leiråmo     |
| 4.  | 27 stycznia 2019 | Trondheim   | Start masowy HS68/3 km | Thea Minyan Bjørseth | Emily Schneider      | Thea Øihaugen   |

## Klasyfikacje
| Lp. | Zawodnik              | Punkty |
| --- | --------------------- | ------ |
| 1.  | Cindy Haasch          | 400    |
| 2.  | Trine Göpfert         | 245    |
| 3.  | Tereza Koldovska      | 190    |
| 4.  | Mathilde Oustad       | 186    |
| 5.  | Nika Prevc            | 140    |
| 6.  | Jolana Hradilova      | 132    |
| 7.  | Jolina Moczarski      | 100    |
| 8.  | Elizaveta Udintcova   | 86     |
| 9.  | Tetyana Pylypchuk     | 80     |
| 10. | Camilla Henni Comazzi | 77     |

| Lp. | Zawodnik             | Punkty |
| --- | -------------------- | ------ |
| 1.  | Emily Schneider      | 269    |
| 2.  | Thea Minyan Bjørseth | 265    |
| 3.  | Ema Volavšek         | 180    |
| 4.  | Anna Jäkle           | 150    |
| 5.  | Oda Leiråmo          | 143    |
| 6.  | Emilia Görlich       | 110    |
| =   | Thea Øihaugen        | 110    |
| 8.  | Annika Sieff         | 109    |
| 9.  | Lucie Svobodova      | 92     |
| 10. | Mani Cooper          | 85     |
| =   | Nora Midtsundstad    | 85     |